# U-167 (1942)
U-167 — немецкая подводная лодка типа IXC/40, времён Второй мировой войны.
Заказ на постройку субмарины был отдан 15 августа 1940 года. Лодка была заложена на верфи судостроительной компании «Seebeck» в Бремене 12 марта 1941 года под строительным номером 706, спущена на воду 5 марта 1942 года.
4 июля 1942 года под командованием капитан-лейтенанта Курта Нейберта вошла в состав учебной 4-й флотилии. 1 декабря 1942 года вошла в состав 10-й флотилии.
Лодка совершила 2 боевых похода, в которых потопила одно судно (5 449 брт) и повредила одно судно (7 200 брт).
5 апреля 1943 года лодка была тяжело повреждена неподалёку от Канарских островов в районе с координатами 27°47′ с. ш. 15°00′ з. д. глубинными бомбами с британского самолёта типа «Гудзон». Командир решил затопить лодку в заливе Лас Буррас. Экипаж был принят рыболовецкими судами, взят в плен и передан на интернированное немецкое судно «Корриентес». Несколькими днями позже все 52 члена экипажа U-167 были приняты на борт субмарины U-455 типа VIIC, которая отправилась на базу. В море она встретилась с также возвращавшимися на базу лодками U-154, U-159 и U-518, которые приняли часть экипажа U-167. В апреле 1943 года весь экипаж был доставлен в Лорьян и Сен-Назер, а уже 16 июня 1943 года получил субмарину U-547 и, после кратких тренировок, возобновил боевые службы.
U-167 была поднята в 1951 году, передана Испании, использовалась в коммерческих целях и в кинематографии.